# 大室孟
大室 孟（おおむろ つとむ、1912年（明治45年）1月15日 - 2001年（平成13年）2月14日）は、日本の陸軍軍人、航空自衛官。最終階級は日本陸軍では陸軍少佐、航空自衛隊では航空幕僚長たる空将。

## 経歴
陸軍大佐大室勝の息子として生まれる。鹿児島一中、東京陸軍幼年学校、陸軍士官学校予科を経て、陸軍士官学校本科に入校。
日本陸軍時代は司令部偵察機操縦者として活躍し、特に日中戦争時には九七式司令部偵察機をもって多大な功績を挙げ、偵察隊としては異例の功四級金鵄勲章および個人感状拝受の栄誉を受ける。太平洋戦争時代は主に一〇〇式司令部偵察機「新司偵」を愛機として、各司偵隊の隊長を務めた。
戦後は公職追放を経て、航空自衛隊に入隊し、創設時は教官としてパイロットの養成に尽力した。その後は第5航空団司令、第1航空団司令、北部航空方面隊司令官、航空幕僚副長等の要職を経て、第7代航空幕僚長に就任。空幕長在任中、バッジシステム受注をめぐり航空自衛隊側から伊藤忠商事に情報漏えいがあったことが発覚し、空幕防衛課長の1等空佐が逮捕され、上司である防衛部長の空将補が自殺する事件が発生した。

## 年譜
- 1933年（昭和8年）
  - 7月：陸軍士官学校卒業（第45期）
  - 10月：陸軍航空兵少尉
- 1934年（昭和9年）8月：明野陸軍飛行学校射撃学生
- 1935年（昭和10年）10月：陸軍航空兵中尉
- 1937年（昭和12年）7月：航空兵団司令部附
- 1938年（昭和13年）
  - 2月：臨時独立飛行第1中隊附
  - 3月：陸軍航空兵大尉
  - 6月：独立飛行第18中隊附
- 1939年（昭和14年）5月：個人感状・陸軍航空士官学校附
- 1941年（昭和16年）
  - 3月：下志津陸軍飛行学校附兼陸軍航空技術研究所員
  - 10月：陸軍少佐
- 1942年（昭和17年）
  - 4月：独立飛行第51中隊長
  - 9月：下志津陸軍飛行学校教官
- 1944年（昭和19年）6月：下志津教導飛行師団教導飛行隊長兼審査部員
- 1945年（昭和20年）
  - 7月：第1独立飛行隊長
  - 11月：予備役
- 1947年（昭和22年）11月28日：公職追放仮指定[2]
- 1952年（昭和27年）7月14日：警察予備隊に入隊（2等警察正）
- 1954年（昭和29年）7月1日：航空自衛隊入隊、操縦学校教育部長（2等空佐）
- 1955年（昭和30年）
  - 2月16日：1等空佐昇任
  - 11月1日：第1操縦学校分校長
- 1957年（昭和32年）
  - 7月1日：臨時築城派遣隊長
  - 10月1日：航空自衛隊第3操縦学校長
- 1959年（昭和34年）
  - 6月1日：飛行教育集団教育部長
  - 8月1日：空将補昇任
  - 12月1日：第5航空団司令
- 1962年（昭和37年）4月7日：第1航空団司令 兼浜松北基地司令
- 1963年（昭和38年）8月1日：航空幕僚監部人事教育部長
- 1965年（昭和40年）
  - 4月1日：空将昇任
  - 7月16日：第4代 北部航空方面隊司令官
- 1966年（昭和41年）7月1日：第7代 航空幕僚副長
- 1967年（昭和42年）11月15日：第7代 航空幕僚長
- 1969年（昭和44年）4月25日：退官
- 1982年（昭和57年）4月29日：勲二等瑞宝章受章[3]
- 2001年（平成13年）2月14日：逝去（享年89歳）、叙・正四位[4]

## 栄典
- 功四級金鵄勲章 - 1939年（昭和14年）5月
- レジオン・オブ・メリット・コマンダー - 1969年（昭和44年）4月14日
- 勲二等瑞宝章 - 1982年（昭和57年）4月29日

## 親族
- 祖父 大室勝武（陸軍大尉）
- 大室　真　長男
- 大室　美奈子　長女